# Pir Roshan
Bāyazīd Pīr Rōshān (en pastún: بايزيد پير روښان‎) o Pīr Rojan fue un pastún guerrero, poeta, sufí y líder revolucionario de Kaniguram, Waziristán. Escribió principalmente en pastún, pero también en persa, indostaní y árabe, mientras que también hablaba ormuri. Es conocido por fundar el movimiento Roshani, que ganó muchos seguidores en la región de Pashtunistan y produjo numerosos poetas y escritores pashto. Pir Roshan creó un alfabeto pashto, derivado de la escritura árabe con 13 letras nuevas. Se sigue utilizando una versión modificada de este alfabeto para escribir pashto. Pir Roshan escribió Khayr al-Bayān, uno de los primeros libros conocidos que contiene prosa pastún.
Pir Roshan reunió ejércitos pastunes para luchar contra el emperador mogol Akbar en respuesta a las continuas agitaciones militares de Akbar, y para contrarrestar el Din-i Ilahi de Akbar. Los mogoles se referían a Pir Roshan como Pīr-e Tārīk.  Debido al dominio espiritual y religioso de Pir Roshan sobre una gran parte de los pashtunes, Akbar reclutó a figuras religiosas en la lucha, sobre todo Pir Baba (Sayyid Ali Tirmizi) y Akhund Darweza.  Los mogoles persiguieron a los seguidores de Pir Roshan y ejecutaron a muchos de ellos. Un ejército mogol finalmente mató a Pir Roshan y a la mayoría de sus hijos. Solo su hijo menor, Pir Jalala, sobrevivió al ataque y luego tomó las armas contra los mogoles y se convirtió en el nuevo líder del movimiento Roshani. Los seguidores de Roshani en Waziristán, Kurram, Tirah, Loya Paktia, Loy Kandahar (incluidos los miembros de la tribu kasi) y Nangarhar continuaron su lucha contra los mogoles durante unos cien años después de la muerte de Pir Roshan.

## Biografía
Bayazid nació en 1525 a las afueras de Jalandhar en Punyab (India) aunque se poco después se mudó con su familia a su tierra ancestral de Kaniguram en Waziristán del Sur (actual Pakistán). Su familia era una de las muchas familias pastunes que huyeron al Pastunistán después de que el gobernante túrquico Babur derrocara en 1526 a la dinastía Lodi de la India. Su padre, Abdullah, era un cadí (juez islámico). A pesar de esto su padre, sus familiares y, más tarde, él mismo hacían comercio entre Afganistán e India. Bayazid estaba en contra de muchas de las costumbres que prevalecían en la zona y de los beneficios que recibía su familia por ser percibida como erudita y devota. Era conocido por ser terco, obstinado y directo.
Bayazid comenzó a enseñar a los 40 años. Su mensaje fue bien recibido por los miembros de las tribus Mohmand y Shinwari. Luego fue al valle de Peshawar y difundió su mensaje a los Khalil y Mohammadzais. Envió misioneros a varias partes del sur y centro de Asia, incluyendo a uno de sus discípulos, Dawlat Khan, junto con su libro Sirat at-Tawhid al emperador mogol Akbar. Khalifa Yusuf fue enviado junto con su libro Fakhr at-Talibin al gobernante de Badajsan, Mirza Sulayman. Mawdud Tareen fue enviado para propagar su mensaje a Kandahar, Baluchistán y Sindh. Arzani Khweshki fue enviado a la India para transmitir el mensaje a la gente común de allí. Además, también envió a sus delegados a Kabul, Balj, Bujará y Samarcanda.
Sin embargo, cuando él y sus seguidores comenzaron a difundir su movimiento entre los Yousafzais, Bayazid se enfrentó directamente a los seguidores ortodoxos de Pir Baba en Buner. Estableció una base en el valle de Tirah donde reunió a otras tribus. En la obra Oxford History of India Vincent Smith describe esto como el primer "renacimiento pastún" contra el gobierno mogol. Cuando el emperador mogol Akbar nombró a Din-i Ilahi, Bayazid alzó abiertamente la bandera de la rebelión. Lideró su ejército en varias escaramuzas y en batallas exitosas contra las fuerzas mogolas, pero sufrieron una gran derrota en Nangarhar por el general Muhsin Khan.
Durante la década de 1580, muchos Yusufzais y Mandanrs se rebelaron contra los mogoles y se unieron al movimiento Roshani de Pir Roshan. A finales de 1585, el emperador mogol Akbar envió fuerzas militares al mando de Zain Khan Koka y Birbal para aplastar la rebelión de Roshani. En febrero de 1586, cerca de 8.000 soldados mogoles, incluido Birbal, murieron cerca del paso de Karakar entre Buner y Swat mientras luchaban contra el lashkar de Yusufzai dirigido por Kalu Khan. Este fue el mayor desastre al que se enfrentó el ejército mogol durante el reinado de Akbar. Sin embargo, durante el ataque, Pir Roshan fue asesinado por el ejército mogol cerca de Topi. En 1987, el general mogol Man Singh I derrotó a 20.000 infantes roshani y a 5.000 jinetes. Los cinco hijos de Pir Roshan, sin embargo, continuaron la lucha contra los mogoles hasta, aproximadamente, el año 1640.

## Movimiento Roshani
Bayazid es bien conocido por su pensamiento filosófico con fuertes influencias sufíes, muy radical para la época e inusual para la región. Se hizo ampliamente conocido como Pir Roshan, que en pastún significa "radiante maestro sufí". Formó el movimiento Roshani, que tenía un principio central: la igualdad de cada hombre y mujer. Este defendía que los líderes religiosos y políticos deberían ser elegidos por mérito en lugar de por derecho de nacimiento, y que las mujeres deberían recibir educación e igualdad de trato.
Durante el siglo XIX, los eruditos orientalistas que tradujeron textos de pastún y otros textos regionales llamaron a su movimiento una "secta" que creía en la transmigración de las almas y en la representación de Dios a través de los individuos. Los teóricos de la conspiración lo han comparado con los restos de los hassassin o de haber influido en la creación de los Illuminati en Baviera. Aunque muchos investigadores europeos continúan sosteniendo este punto de vista, otros creen que en realidad fueron los propios historiadores mogoles quienes difundieron esto como propaganda para diluir el foco principal del movimiento de lucha contra Akbar y su Din-i-Ilahi.

## Escritos
Para comenzar el surgimiento de la literatura y la escritura pastún, Bayazid inventó el alfabeto pastún. Como la escritura árabe no se correspondía con todos los sonidos del pastún oral, inventó 13 caracteres para representar estos sonidos adicionales. Algunos de estos caracteres sirven para indicar diferencias entre  dialectos duros y blandos.